# Ентомобрія снігова
Ентомобрія снігова (Entomobrya nivalis) — вид колембол з родини ентомобриїд. Поширений в помірних і полярних регіонах Північної Америки та Європи.

## Опис
Комаха завдовжки близько 2 мм. Забарвлення складається з жовтого або білого фону з темним пігментом, який утворює поперечні смуги вздовж третього сегмента грудної клітки та сегментів 2-6 черевця. Четвертий сегмент черевця має візерунок U- або 11-подібної форми, за якою цей вид легко відрізнити від інших представників роду Entomobrya.

## Екологія
Молоді особини зазвичай живуть у листяному опаді і мігрують вгору після того, як стають дорослими, живучи серед лишайників, що ростуть на деревах. На зиму вони ховаються під пухкими шматками кори. Гемолімфа комахи багата антифризними сполуками, що дозволяє їй витримувати дуже низькі температури взимку.